# Vrenje (fizika)
Vrenje ili ključanje, u fizici, je fazni prelazi iz tečnog u gasovito agregatno stanje koji se javlja istodobno u celoj zapremini tečnosti na temperaturi vrelišta, pri pritisku pare u tečnosti koji je jednak spoljašnjem pritisku. Za ovaj prelaz je svojstvena pojava mehurića gasa u tečnosti. Postoje dva glavna tipa ključanja: nukleatno ključanje pri čemu se mali mehuri pare formiraju na diskretnim tačkama, i ključanje kritičnog toplotnog fluksa, gde se površina ključanja zagreva iznad izvesne kritične temperature i formira se film pare. Tranziciono ključanje je intermedijarna, nestabilna forma ključanja sa elementima oba tipa. Tačka ključanja vode je 100 ° ili 212 °, ali je niža pri sniženom atmosferskom pritisku koji se javlja na višim nadmorskim visinama.
Ključanje vode se koristi kao metod za dobijanje pitke vode putem ubijanja mikroba koji su eventualno prisutni u njoj. Osetljivost različitih mikroorganizama na toplotu varira, ali ako se voda održava na 70 ° (158 °) tokom deset minuta, mnogi organizmi bivaju ubijeni, mada su neki otporniji na toplotu i zahtevaju jedan minut na tački ključanja vode.
Ključanje se takođe koristi za kuvanje. Namirnice koje su pogodne za kuvanje obuhvataju povrće, skrobnu hranu kao što su pirinač, rezanci i krompir, jaja, „meso”, soseve i supe. Kao metoda pripeme hrane, ključanje je jednostavno i prikladno za velike kuhinje. Žilavo meso ili živina se mogu podvrći dugotrajnom, sporom kuvanju, čime se formira hrana velike hranljive vrednosti. Nedostaci ključanja obuhvataju gubitak vitamina i minerala rastvornih u vodi. Komercijalno pripremljene namirnice ponekad se pakuju u vrećice od polietilena i prodaju kao proizvodi koji se „kuvaju u vrećici”.

## Tipovi

### Nukleati
Nukleatno vrenje je karakterisano rastom mehurova na zagrejanoj površini, koji se dižu sa diskretnih tačaka na površini, čija je temperatura tek malo iznad temperature tečnosti. Generalno, broj mesta nukleacije se povećava povećanjem temperature površine.
Iregularna površina vrele posude (tj., povećana hrapavost površine) ili aditivi u tečnosti (tj., surfikti i/ili nanočestice) mogu da stvore dodatna mesta nukleacije, dok izuzetno glatke površine, kao što je plastika, dovode do pregrejanja. Pod tim uslovima, zagrejana tečnost može da manifestuje zakasnelo ključanje i temperature mogu da budu donekle iznad tačke ključanja.

### Kritični toplotni fluks
Kako se površina ključanja zagrejava iznad kritične temperature, na površini se stvara film pare. Pošto je ovaj parni film mnogo manje sposoban da prenosi toplotu sa površine, temperatura se veoma brzo diže iza ove tačke u režim prelaznog ključanja. Tačka u kojoj se to dešava zavisi od karakteristika vrele tečnosti i date grejne površine.

### Tranzicija
Tranziciono ključanje se može definisati kao nestabilno ključanje, koje se javlja pri temperaturama ključanja između maksimalno dostižnog u nukleaciji i minimalno ostvarivog u filmu ključanja.
Formiranje mehura u zagrejanoj tečnosti je kompleksan fizički proces u kome često učestvuju kavitacioni i akustički efekti, kao što je širok spektar šištanja koje se čuje u čajniku koji još nije zagrejan do tačke gde mehurići izlaze na površinu.

### Film
Ako je površina koja zagreva tečnosti znatno toplija od tečnosti javlja se film vrenja, pri čemu tanak sloj pare, koji ima nisku toplotnu provodljivost, izolira površinu. Ovo stanje filma pare kojim je izolovana površina od tečnosti karakteriše filmsko vrenje.

## Isparavanje
Isparavanje je prelaz materije iz tečnog u gasovito agregatno stanje. Prema kinetičko-molekularnoj teoriji toplote, tečnost isparava kada njeni molekuli zagrevanjem poprime dovoljno energije da nadvladaju kohezione sile unutar tečnosti i pritisak nad njezinom površinom. Razlikuje se isparavanje vrenjem i evaporacija. Tečnost isparava vrenjem kada se pritisak pare u tečnosti izjednači sa ukupnim pritiskom nad tečnošću. Temperatura pri kojoj tečnost vri naziva se vrelištem. Povećavanjem pritiska nad tečnošću vrelište raste, a smanjenjem pritiska opada. Tečnost isparava evaporacijom kada je pritisak pare u tečnosti veći od parcijalnog pritiska te pare nad tečnošću, a manji od ukupnog pritiska nad tečnošću; tečnost, dakle, evaporira pri temperaturi nižoj od vrelišta.
Jedna je od najstarijih primena isparavanja je pri dobijanju soli iz morske vode. U procesnoj se tehnici pod isparavanjem podrazumeva tehnološka operacija kojom se u isparivaču deo rastvarača vrenjem prevodi u gasovito (parovito) stanje kako bi se povećala koncentracija rastvora (uparavanje), na primer pri proizvodnji šećera, različitih soli, veštačkih đubriva i drugog. Rastvor se zagrejava u delu isparivača koji se naziva grejnom komorom, a para rastvarača, koja se naziva supara, izlazi iz rastvora u parni prostor isparivača. Danas se uglavnom koriste cevni isparivači, u kojima rastvor prirodno ili prisilno cirkuliše kroz vruće cevi i isparava se uz vrenje ili se isparava u tankom sloju na zidovima cevi. Isparivači se najčešće zagrevaju svežom vodenom parom (jednostruko iskorištavanje toplote uz stalan pritisak) ili, ako su isparivači međusobno povezani u niz, suparom iz prethodnog isparivača. Tako se toplota višestruko iskorištava, jer se supara iz prvog isparivača upotrebljava za zagrejavanje drugog i tako dalje, ili je to moguće ako je u svakom idućem isparivaču pritisak niži od prethodnoga, pa je i vrelište rastvora sve niže, ili ako se termokompresijom stalno povećava temperatura supare. Utrošak toplote za zagrejavanje rastvora može se smanjiti i ako se sirovina predgrejava već zagrejanim produktom koji izlazi iz isparivača. Osim za opisano uparavanje, kojem je cilj dobijanje rastvora veće koncentracije, isparavanje se primenjuje i radi dobijanja čistog rastvarača (na primer pitke vode pri odsoljavanju vode ili desalinizaciji morske vode), te kao proces kojim se postiže učinak hlađenja u rashladnim mašinama.

## Vrelište
Vrelište je temperatura na kojoj istodobno u celoj zapremini materija prelazi iz tečnog u gasovito agregatno stanje, to jest najviša temperatura na koju se pri određenom pritisku može zagrejati tečnost. S povećanjem pritiska vrelište se povećava, a sa smanjenjem smanjuje; obično se navodi vrednost pri normiranom atmosferskom pritisku (101 325 Pa). Vrelište je karakteristično svojstvo materije.

### Azeotropija
Azeotrop ili smeša konstantne tačke ključanja je smeša dve ili više tačnosti čije proporcijese ne mobu promeniti jednostavnom destilacijom. Do toga dolazi zato što pri vrenju azeotropa, para ima iste proporcije i konstituente kao i neprovrela smeša. Usled njihove njihove nepromenjene kompozicije pri destilaciji, azeotropi se takođe nazivaju (posebno u starijim tekstovima) smešama konstantne tačke ključanja.

### Vrelišta nekih elementarnih materija
| materija | Vrelište / °C |
| -------- | ------------- |
| Volfram  | 5 930         |
| Cink     | 907           |
| Sumpor   | 444,6         |
| Živa     | 356,73        |
| Voda     | 100           |
| Etanol   | 78,37         |
| Metanol  | 64,7          |
| Amonijak | −33,34        |
| Kiseonik | −182,962      |
| Azot     | −195,795      |
| Helijum  | −268,928      |

## Literatura
- Adkins, C.J. (1968/1983). Equilibrium Thermodynamics. ISBN 978-0-521-25445-8.. (1st edition 1968), third edition 1983, Cambridge University Press, Cambridge UK. .
- Bacon, F (1620). Novum Organum Scientiarum.. translated by Devey, J., P.F. Collier & Son, New York, 1902.
- Baierlein, R. (1999). Thermal Physics. Cambridge University Press. ISBN 978-0-521-65838-6.
- Bailyn, M (1994). A Survey of Thermodynamics. New York: American Institute of Physics Press. ISBN 978-0-88318-797-5.
- Bryan, G.H. (1907). Thermodynamics. An Introductory Treatise dealing mainly with First Principles and their Direct Applications., B.G. Teubner, Leipzig.
- Callen, H.B. (1960/1985). Thermodynamics and an Introduction to Thermostatistics. New York. ISBN 978-0-471-86256-7.. (1st edition 1960) 2nd edition 1985, Wiley. .
- Clark, J.O.E. (2004). The Essential Dictionary of Science. Barnes & Noble Books. ISBN 978-0-7607-4616-5.
- De Groot, S.R., Mazur, P. (1962). Non-equilibrium Thermodynamics. New York: North-Holland. ISBN 978-0-486-64741-8.. Amsterdam. Reprinted (1984), Dover Publications Inc. .
- Denbigh, K. (1955/1981). The Principles of Chemical Equilibrium. Cambridge: Cambridge University Press. 1957. ISBN 978-0-521-23682-9.
- Greven, A., Keller, G., Warnecke (editors). Entropy. Princeton University Press. 2003. ISBN 978-0-691-11338-8.. Princeton NJ. .
- Guggenheim, E.A. (1967), Thermodynamics. An Advanced Treatment for Chemists and Physicists (fifth изд.), Amsterdam: North-Holland Publishing Company. Непознати параметар |orig-date= игнорисан (помоћ)
- Kittel, C. Kroemer, H (1980). Thermal Physics. ISBN 978-0-7167-1088-2.. second edition, W.H. Freeman, San Francisco. .
- Kondepudi, D. (2008), Introduction to Modern Thermodynamics, Chichester UK: Wiley, ISBN 978-0-470-01598-8
- Kondepudi, D., Prigogine, I. (1998). Modern Thermodynamics: From Heat Engines to Dissipative Structures. John Wiley & Sons. ISBN 978-0-471-97393-5.. Chichester. .
- Landau, L., Lifshitz, E.M. (1958/1969). Statistical Physics., volume 5 of Course of Theoretical Physics, translated from the Russian by J.B. Sykes, M.J. Kearsley, Pergamon, Oxford.
- Maxwell, J.C. (1871), Theory of Heat (first изд.), London: Longmans, Green and Co.
- Partington, J.R. (1949), An Advanced Treatise on Physical Chemistry., 1, Fundamental Principles. The Properties of Gases, London: Longmans, Green and Co.
- Perrot, Pierre (1998). A to Z of Thermodynamics. Oxford University Press. ISBN 978-0-19-856552-9.
- Pippard, A.B. (1957/1966). Elements of Classical Thermodynamics for Advanced Students of Physics, original publication 1957, reprint 1966, Cambridge University Press, Cambridge.
- Planck, M., (1897/1903). Treatise on Thermodynamics., translated by A. Ogg, first English edition, Longmans, Green and Co., London.
- Planck, M., (1923/1927). Treatise on Thermodynamics, translated by A. Ogg, third English edition, Longmans, Green and Co., London.
- Reif, F. (1965). Fundamentals of Statistical and Thermal Physics. New York: McGraw-Hlll, Inc. ISBN 978-0-07-051800-1.
- Shavit, A., Gutfinger, C (1995). Thermodynamics. From Concepts to Applications. London: Prentice Hall. ISBN 978-0-13-288267-5.
- Truesdell, C. Rational Thermodynamics: a Course of Lectures on Selected Topics. 1969., McGraw-Hill Book Company, New York.
- Rybin, M.V.;  . (2015). „Phase diagram for the transition from photonic crystals to dielectric metamaterials”. Nature Communications. 6: 10102. Bibcode:2015NatCo...610102R. PMC 4686770 . PMID 26626302. arXiv:1507.08901 . doi:10.1038/ncomms10102.
- Eds. Zhou, W., and Fan. S. „Semiconductors and Semimetals. Vol 100. Photonic Crystal Metasurface Optoelectronics”., Elsevier, 2019